# Hartmann Schedel

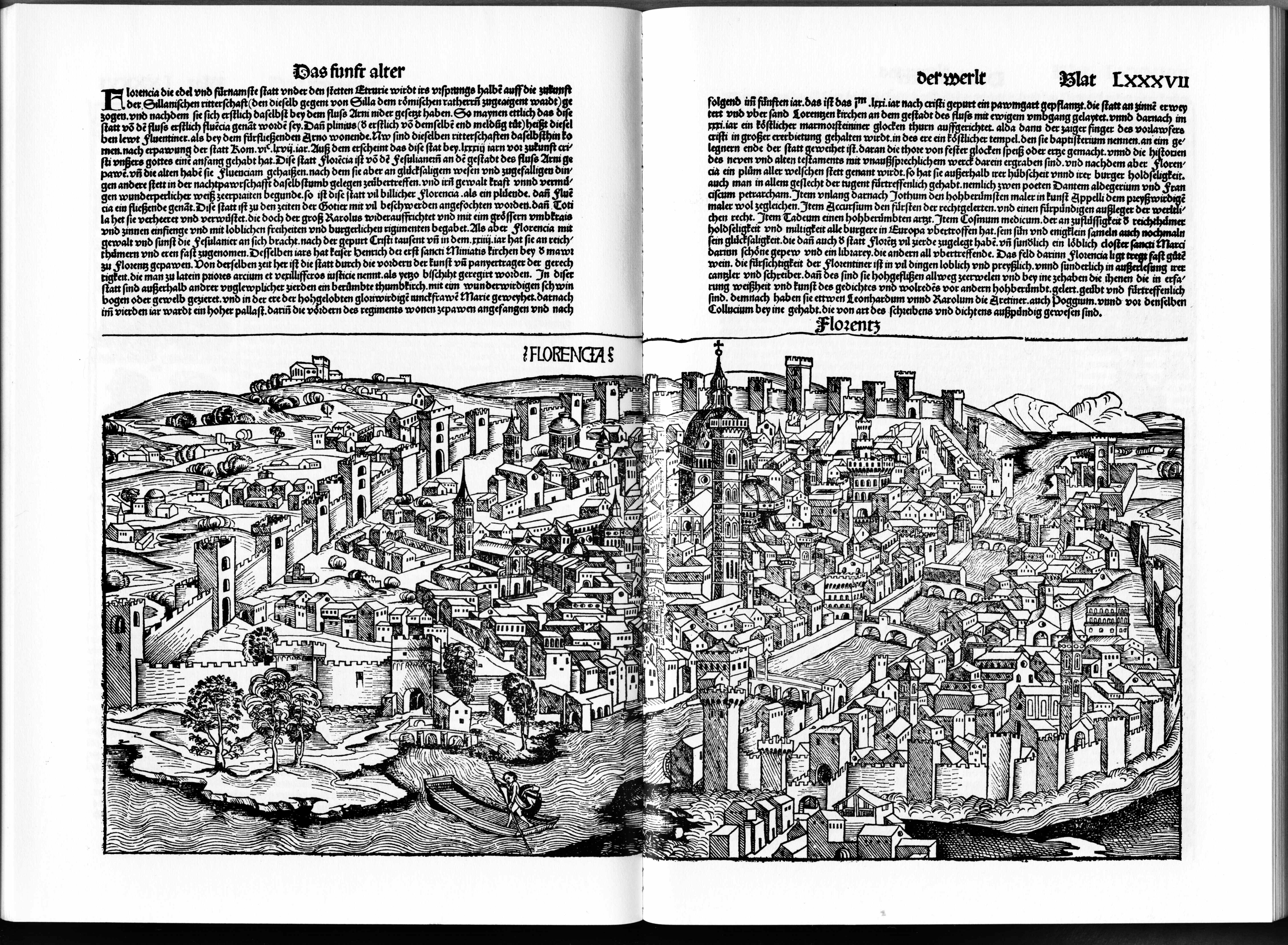
Imagen de la ciudad de Florencia de la Crónica de Núremberg.

Hartmann Schedel (Núremberg, 13 de febrero de 1440 - 28 de noviembre de 1514) fue un físico y humanista alemán. Su trabajo más reconocido es la Crónica de Núremberg, también conocido como Schedelsche Weltchronik, uno de los libros incunables más valorados de Europa.

## Biografía
La familia y la persona de Harmann Schedel son solo conocidas a través de cartas y notas. La fuente más directa para estudiar su biografía es la copia de su libro de familia, conservada en Berlín (Berliner Staatsbibliothek).
Hartmann nació en Núremberg dentro de una familia acomodada. Su padre Hartmann el viejo se dedicaba al comercio, oficio que ejercerían con el tiempo los dos hermanos del humanista: Georg y Johannes.
Hartmann se matriculó con 16 años en la Universidad de Leipzig, donde estudió hasta 1463, año en que terminó su Magister artium en artes humanitis. Además, asistió como oyente a lecciones de ciencias jurídicas. Al finalizar 1463 se traslada a Padua. Allí se dedica, hasta 1466, al estudio de la medicina y de la física.
Finalmente termina su trayectoria académica en 1470 cuando empieza a trabajar como médico en su ciudad natal con el doctorado ya terminado.
En 1475 se casa con Anna Heugel y 12 años más tarde en segundas nupcias con Magdalena Haller. De ambos matrimonios tendrá 12 hijos.
Con el tiempo, Schedel terminará formando parte del consejo de la ciudad, donde los personajes más poderosos del Núremberg bajomedieval se daban cita.

## Libros
Schedel desarrolló pronto el interés por los libros, llegando a formar una gran biblioteca a base de compras, intercambios o directamente mediante la propia elaboración o impresión de libros. Hoy esta biblioteca está dispersa entre la fundación Fugger, la biblioteca central de Baviera (Bayerische Staatsbibliothek) y Londres, Nueva York, Praga y Hamburgo.

## Las Crónicas de Núremberg
Sin duda la gran obra de Hartmann Schedel es la Crónica de Núremberg o Schedelsche Weltchronik (Crónica mundial de Schedel), un atlas histórico que recorre las diferentes etapas de la historia de la humanidad según la cosmovisión de la época. En esta obra participaron otros humanistas conocidos en la Alemania del XV, como Hieronymus Münzer, también ciudadano de Núremberg.

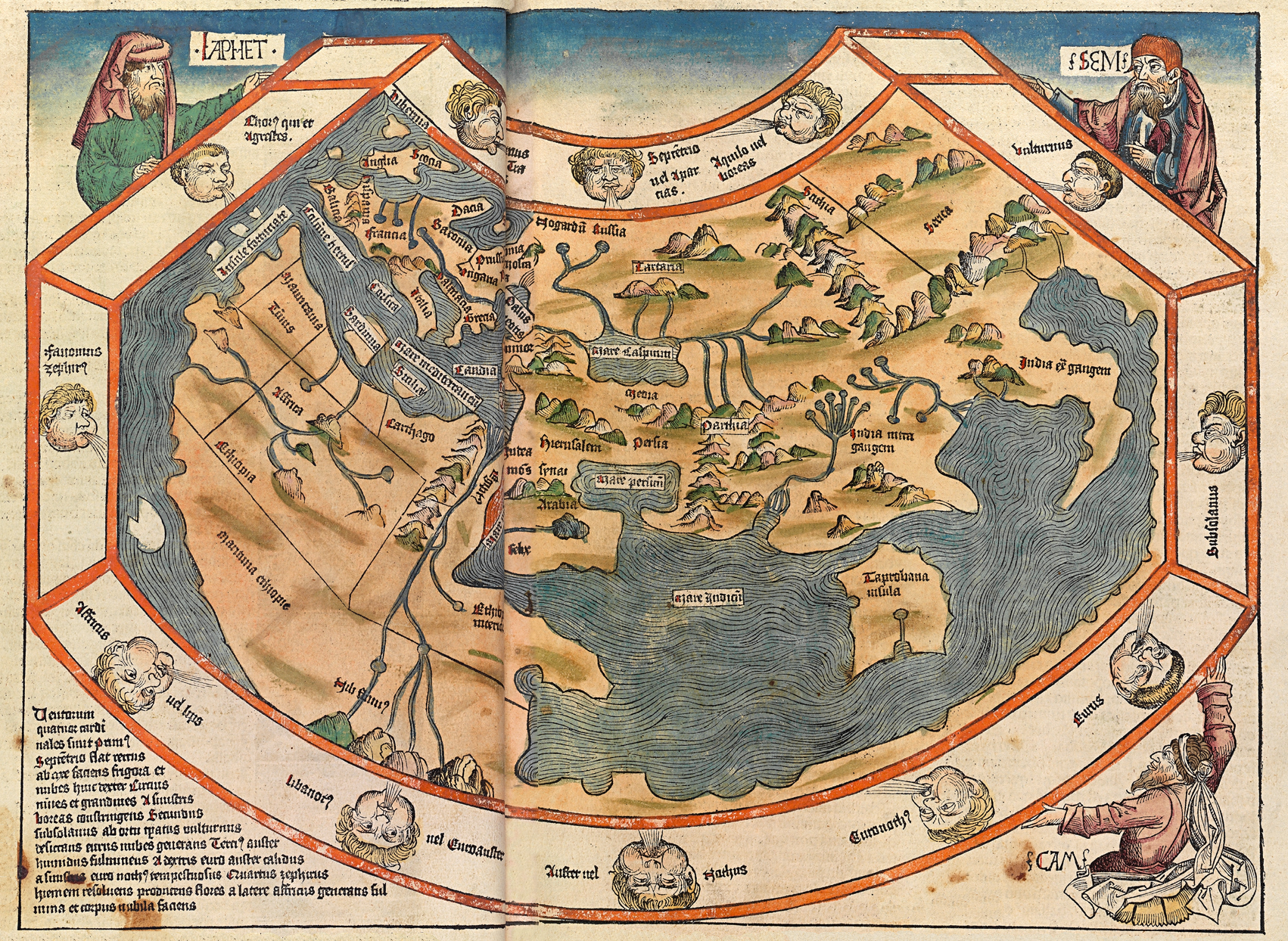
El Mundo Antiguo
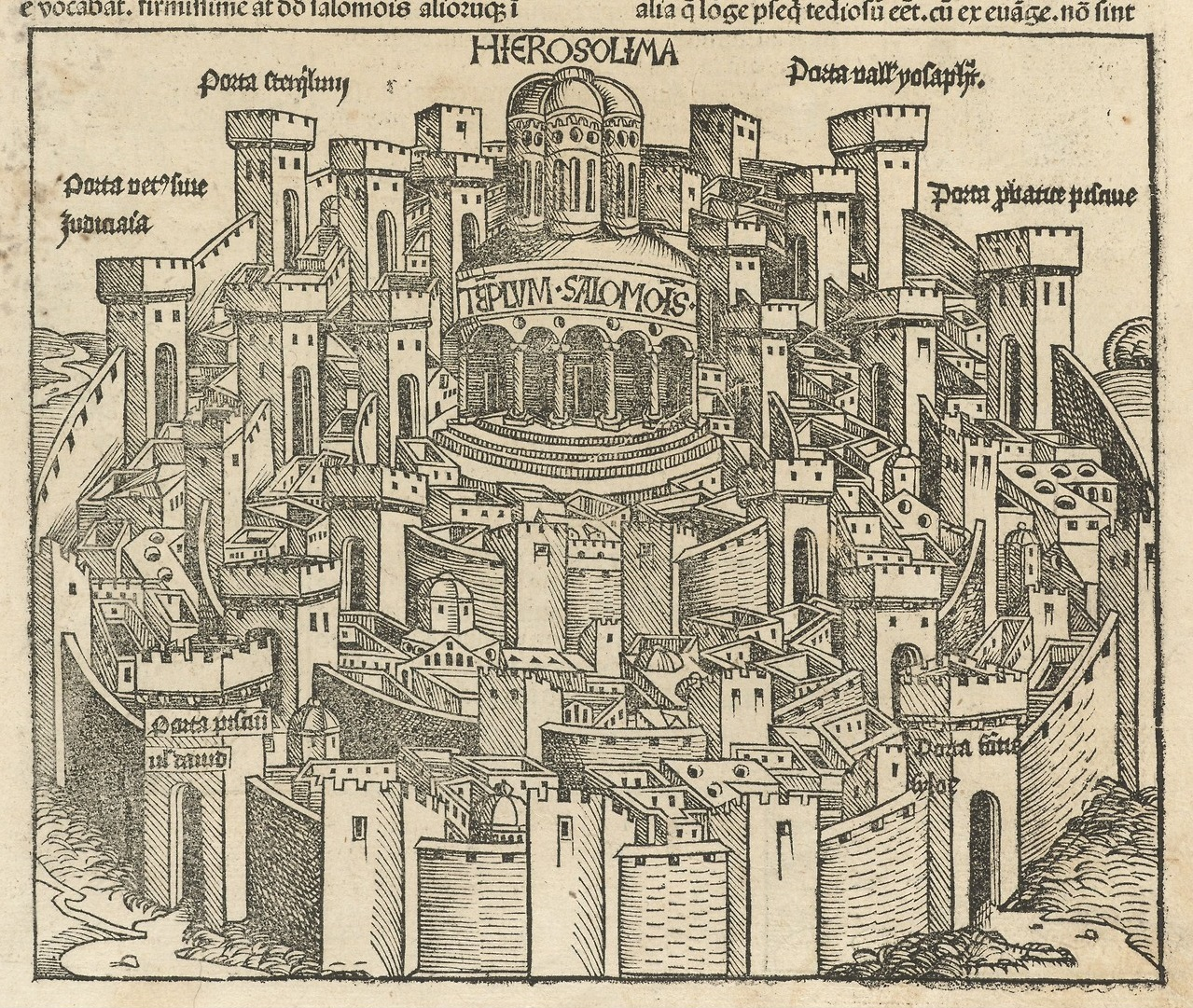
El Templo de Salomón.
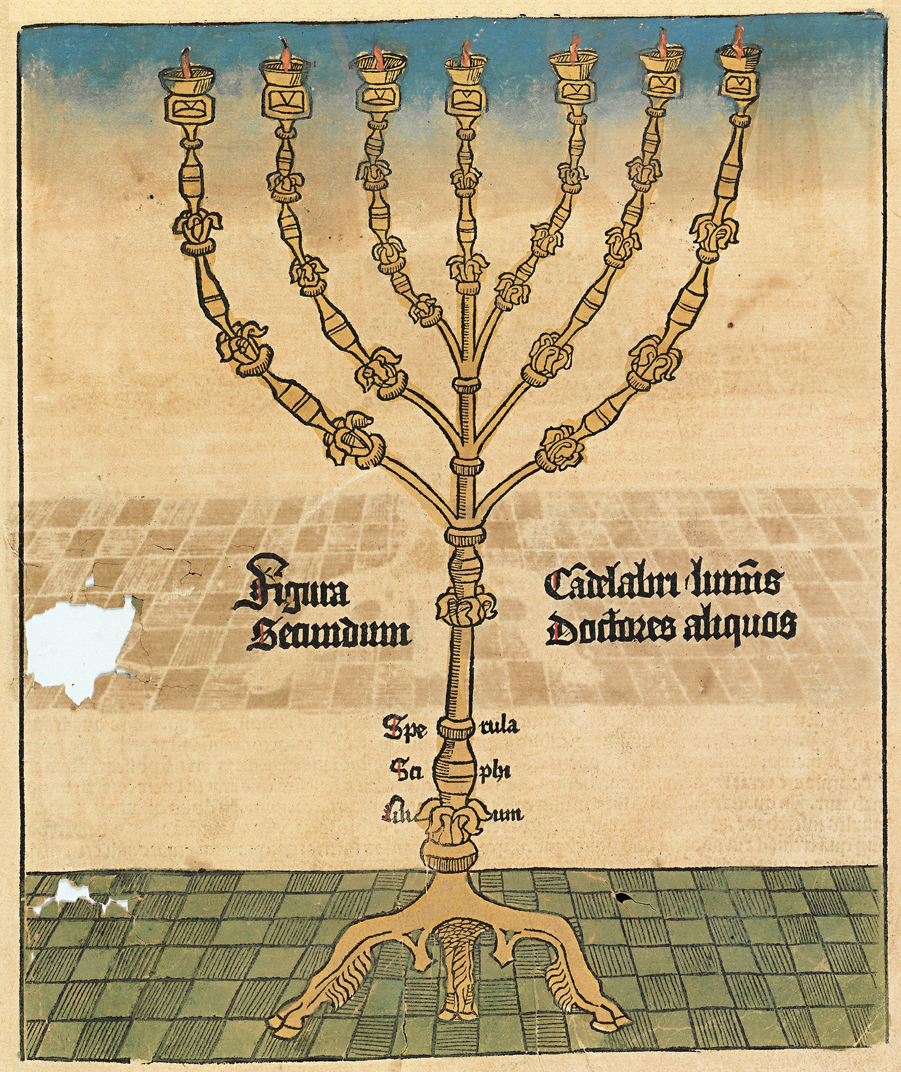
Menorá, fol. 32r.
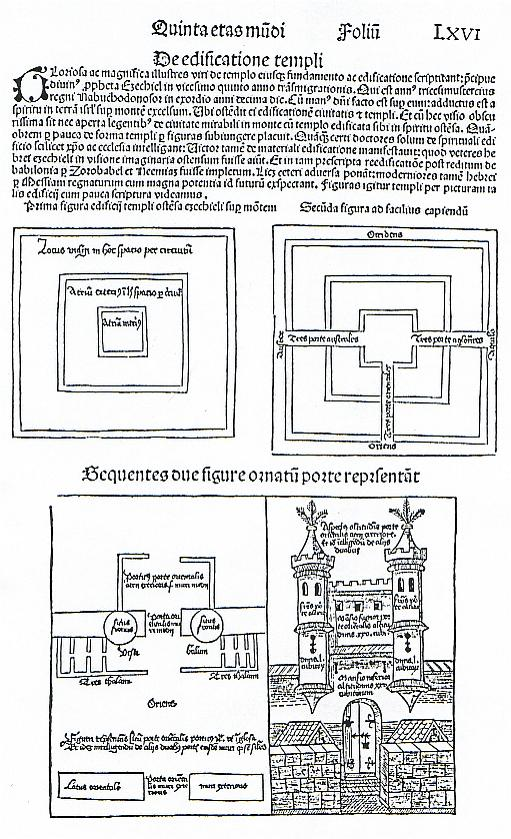
Esquemas del Templo. Puertas
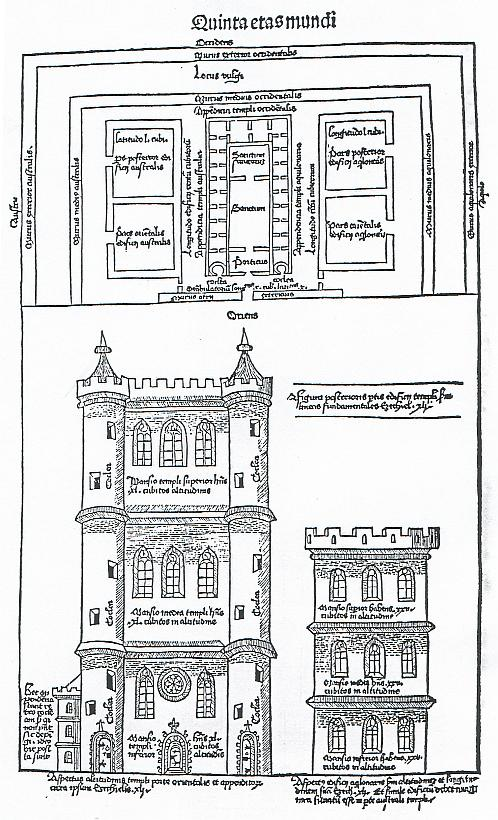
Santuario
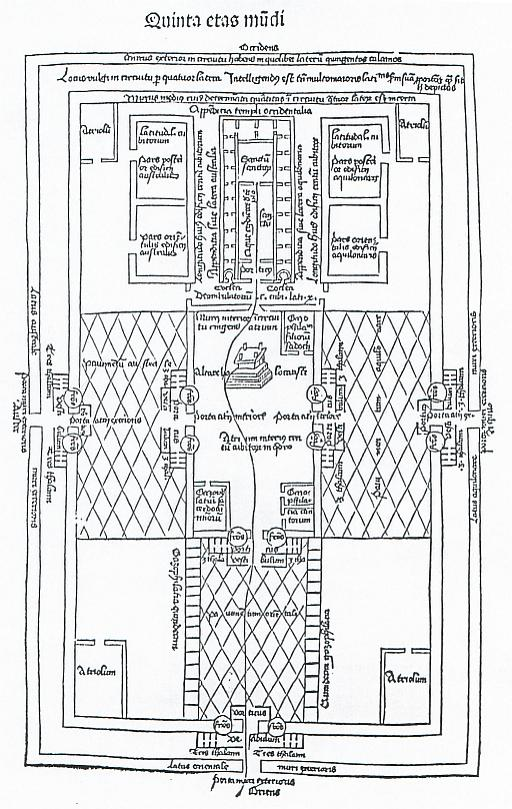
Templo de Ezequiel